# Капитан Драницын (ледокол)
Капитан Драницын — дизельный ледокол серии «Капитан Сорокин».
Назван в честь полярника и капитана советского арктического флота Германа Васильевича Драницына.

## Общие данные
Ледокол предназначен для работы в арктических морях, однако на его счету несколько полярных кругосветных путешествий и множество круизов с туристами по Северному Ледовитому океану.
Ледокол имеет 49 кают с ванными комнатами, двумя нижними койками и письменными столами. На судне также есть ресторан, бар, спортзал, сауна, бассейн с подогретой морской водой, библиотека, лифт и маленький госпиталь. Оснащён лёгкими надувными лодками для прогулки вдоль кромки льда или айсберга.
В летний период ледокол осуществляет регулярные туристические плавания в Арктику.
В сентябре 2016 года на ледоколе впервые была проведена серия экспериментов по буксировке айсбергов в условиях Арктики. Был отбуксирован айсберг массой более 2 млн т., а также выполнена буксировка двух объектов одновременно.
В феврале 2020 года первый среди дизель-электрических ледоколов в зимний период самостоятельно достиг самой высокой точки Арктики — 88°36′ северной широты, 31°37′ восточной долготы.

## Каюты
- Трехместные — 2
- Люкс — 4
- Двухместные — 41
- Угловой люкс — 2

## Основной маршрут
1. Выход из порта Мурманска.
2. Посещение архипелага Новая Земля.
3. Посещение острова Визе с вертолётной высадкой на острове.
4. Подход к архипелагу Северная Земля с высадкой на острове Голомянный.
5. Морская прогулка в районе архипелага Северная Земля. Встреча с представителями арктической фауны.
6. Высадка на острове Большевик, посещение полярной станции.
7. Высадка на айсберг.
8. Посещение островов Белый и Вайгач, возвращение в порт Мурманска.